# Psara platycapna
Psara platycapna là một loài bướm đêm trong họ Crambidae.